# Vila „Sonet”
Vila „Sonet” din Iași în care a locuit poetul Mihai Codreanu se află pe Str. Rece nr. 5. Clădirea este inclusă pe Lista monumentelor istorice din județul Iași din anul 2015, având codul  IS-IV-m-B-04360.
Vila „Sonet” adăpostește Casa Memorială „Mihai Codreanu”, un muzeu municipal din Iași, secție a Muzeului Literaturii Române din Iași.

## Istoric
Vila „Sonet” a fost construită în stil românesc, în anul 1934 pe un teren donat sonetistului de Primăria Iași ca o recunoaștere a admirabilei sale activități. Poetul Mihai Codreanu a locuit aici între anii 1934 - 1957.

## Imagini

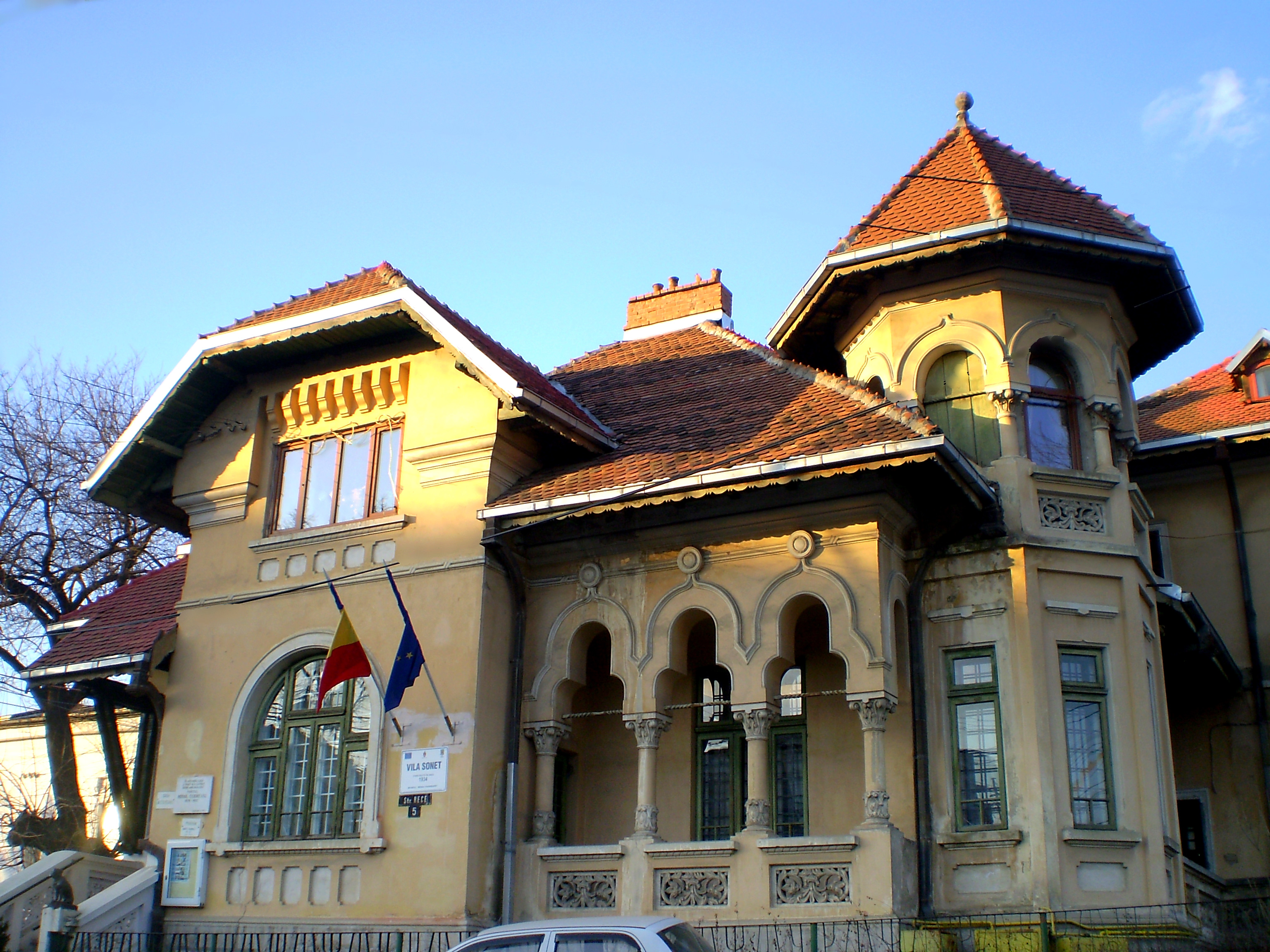
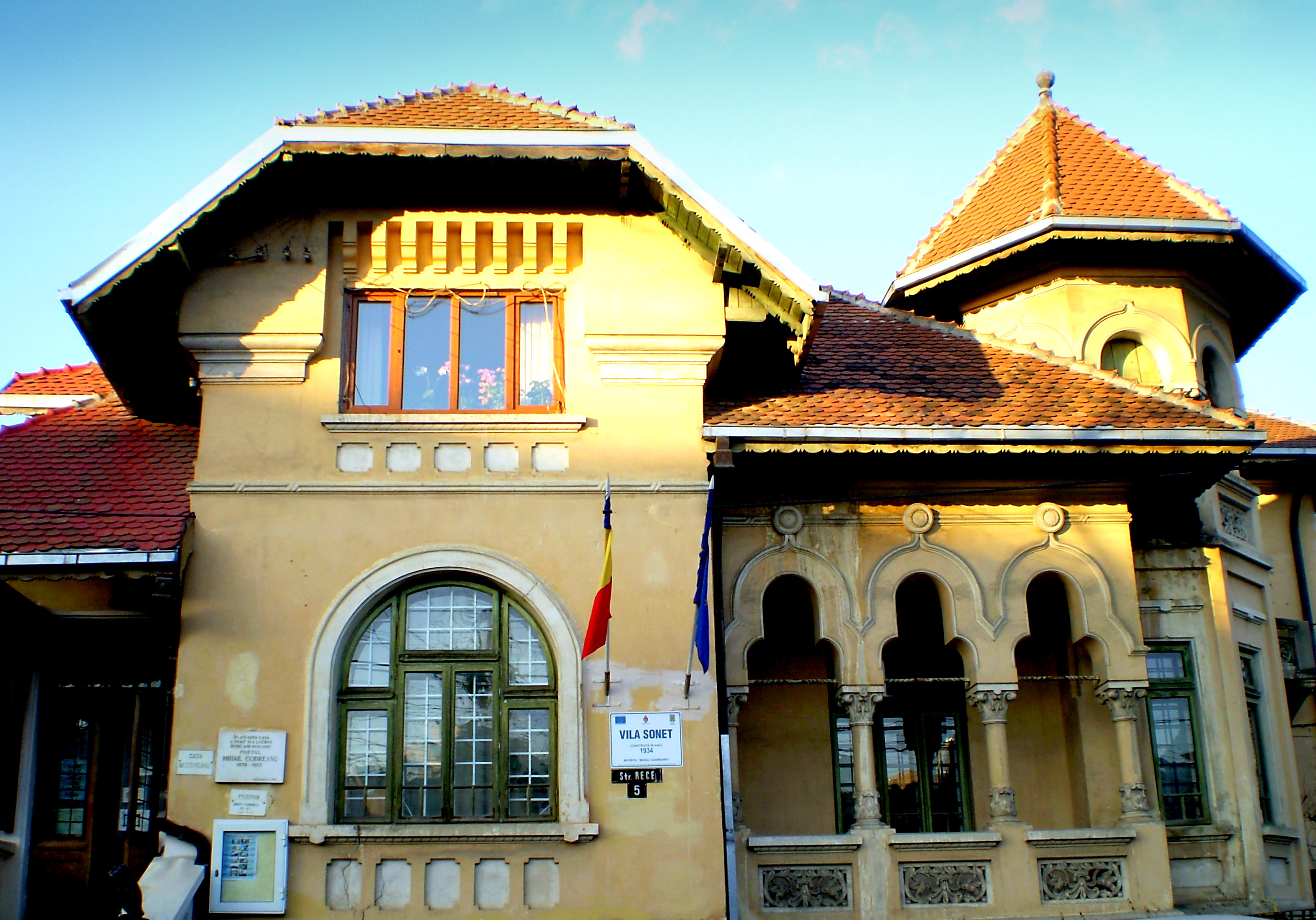
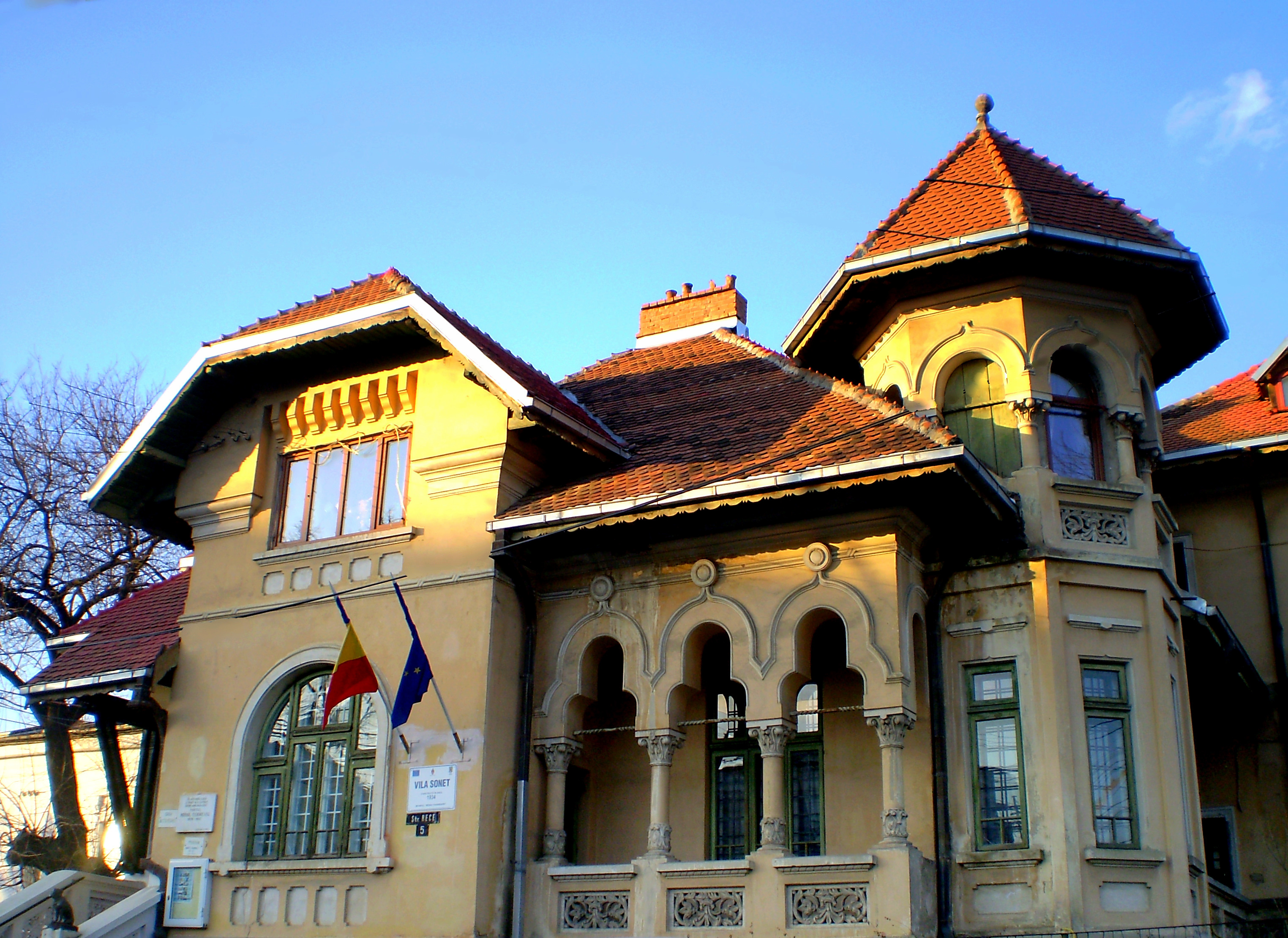
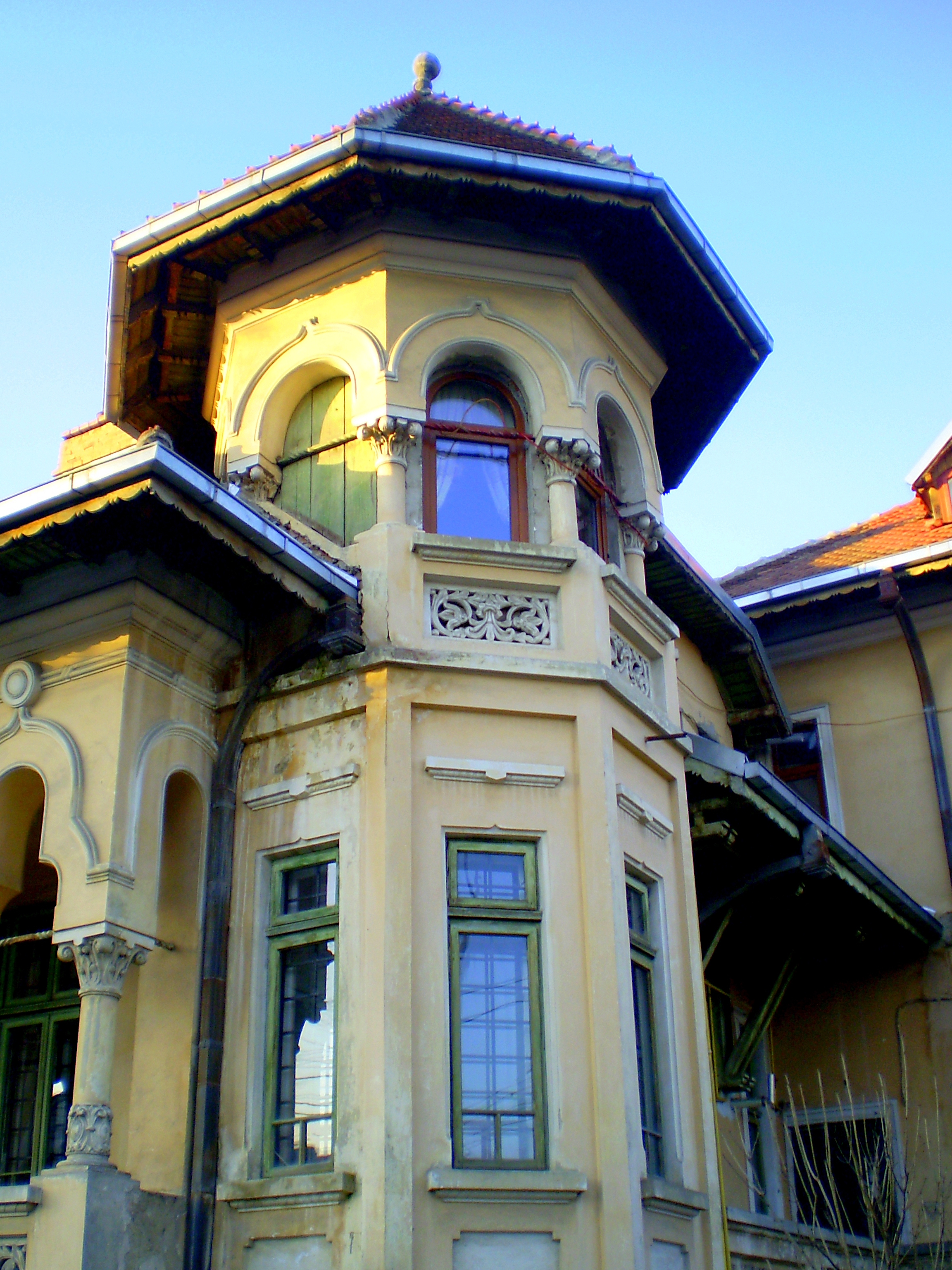
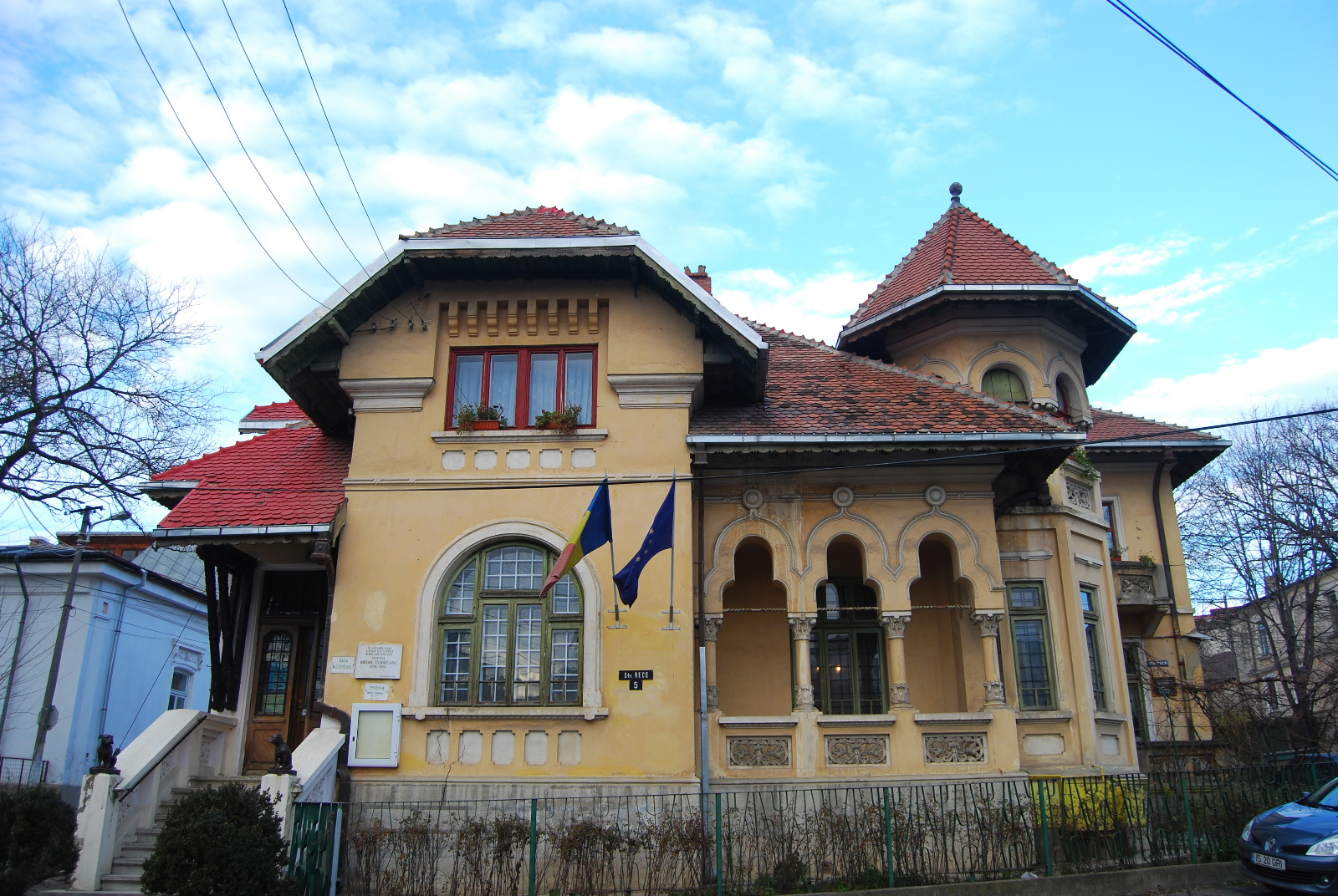

## Legături externe
- Simona Lazar (24 iulie 2012), „Mihail Codreanu – poetul orb din vila "Sonet"”, Jurnalul Național, accesat în 19 mai 2014